# 4月5日
4月5日是公历年中的第95天（闰年的第96天），离全年结束还有270天。

## 大事记

### 19世紀以前
- 1242年：亚历山大·涅夫斯基率领诺夫哥罗德共和国军队在楚德湖战役中击败条顿骑士团。
- 1609年：日本薩摩藩入侵並且佔領由琉球国統治的沖繩島，強迫琉球成為附庸國。
- 1614年：美洲原住民寶嘉康蒂與英國殖民者約翰·羅爾夫結婚，確立詹姆斯敦地區的和平。
- 1722年：荷兰西印度公司探险家雅可布·罗赫芬的船队发现位于南太平洋的复活节岛。

### 19世紀
- 1803年：德国作曲家贝多芬创作的《第二交响曲》在奥地利維也納河畔劇院首演。
- 1815年：印度尼西亚坦博拉火山喷发，是人类历史上有记载的最猛烈火山爆发事件。
- 1879年：智利因為阿他加馬沙漠礦產問題向秘魯和玻利維亞兩國宣戰，硝石戰爭爆發。

### 20世紀
- 1928年：台灣共產黨於上海成立，隸屬於日本共產黨。
- 1945年：苏联通知日本，终止《蘇日中立條約》，准备参与对日作战。
- 1955年：英国首相温斯顿·丘吉尔由于年事已高而宣布退休，安东尼·伊登接任首相职务。
- 1959年：中华人民共和国乒乓球运动员容国团在德国多特蒙德举行的第25届世界乒乓球锦标赛上夺得男子单打冠军，是中华人民共和国运动员首次夺得世界冠军。
- 1976年：中国北京市天安门广场上悼念周恩来逝世的民众遭到军警武力驱散，四五运动爆发。
- 1986年：利比亞特勤局轟炸西柏林的一家迪斯可舞廳，造成3人死亡，229人受傷。
- 1998年：连结日本神户市和淡路岛的明石海峡大桥正式通车，为跨距最大的吊桥。

### 21世紀
- 2009年：北韓的光明星2號衛星從東海衛星發射場發射，飛越日本上空，引發人們對該衛星可能是用於發射洲際彈道飛彈的技術試驗的擔憂。
- 2017年：敘利亞西北部的反政府軍控制地，疑似遭投擲化學武器攻擊事件，造成當地至少數十名名民眾身亡，逾百人傷。
- 2023年：中華民國總統蔡英文與美國眾議院議長凱文·麥卡錫在美國加利福尼亞州西米谷罗纳德·里根总统图书馆舉行會晤，是中華民國總統首次在美國會見美國眾議院議長。[1]
- 2024年：厄瓜多警方突襲墨西哥大使館，逮捕正在尋求政治庇護的前副總統豪爾赫·格拉斯，兩國旋即斷絕外交關係。

## 出生
- 1288年：後伏見天皇，日本第93代天皇（1336年逝世）
- 1568年：教宗烏爾巴諾八世，羅馬主教（1644年逝世）
- 1588年：托马斯·霍布斯，英国政治家、哲學家（1679年逝世）
- 1804年：馬蒂亞斯·許萊登，德国植物學家（1881年逝世）
- 1827年：约瑟夫·李斯特，英國外科醫生（1912年逝世）
- 1852年：有坂成章，日本軍官、武器設計者、發明家（1915年逝世）
- 1876年：张伯苓，中國教育家，南开系列学校的创办者之一（1951年逝世）
- 1882年：宋教仁，中國民主革命家（1913年逝世）
- 1894年：卡爾·魯道夫·弗洛林，瑞典植物學家（1965年逝世）
- 1899年：阿爾弗雷德·布萊洛克，美國外科醫生（1964年逝世）
- 1908年：赫伯特·冯·卡拉扬，奥地利指挥家（1989年逝世）
- 1908年：比提·戴維斯，美國女演員（1989年逝世）
- 1916年：葛雷哥萊·畢克，美國男演員、社會活動家（2003年逝世）
- 1923年：阮文紹，越南政治人物，第2任越南共和國總統（2001年逝世）
- 1924年：梁羽生，中國武俠小說作家（2009年逝世）
- 1926年：羅傑·科曼，美國電影製片人、導演、演員（2024年逝世）
- 1927年：他寧·蓋威遷，泰國政治人物，第14任泰國總理（2025年逝世）
- 1936年：尤敏，香港女演員（1996年逝世）
- 1937年：瑪麗安娜·川普，美國律師、聯邦法官（2023年逝世）
- 1937年：阿里·塞林格，以色列排球教練
- 1938年：埃米利奧·特里維尼，義大利男子賽艇運動員（2022年逝世）
- 1939年：大衛·古德斯坦，美國物理學家、教育家（2024年逝世）
- 1940年：板東英二，日本電視藝人
- 1944年：細田博之，日本政治人物，前任眾議院議長（2023年逝世）
- 1945年：俞正声，中共中央政治局常委、全国政协主席。
- 1947年：，菲律賓政治人物，第14任菲律賓總統
- 1949年：朱迪斯·蕾斯尼克，美國工程師、太空人（1986年逝世）
- 1950年：昂內塔·費爾特斯科格，ABBA乐队女主唱之一
- 1950年：藤田淑子，日本女性聲優（2018年逝世）
- 1951年：傑米·弗古律斯，菲律賓記者、外交官，現任菲律賓駐華大使
- 1952年：米徹·佩勒吉，美國男演員
- 1953年：潘惠子，日本女性聲優
- 1955年：杜篤之，臺灣电影录音师、音效师
- 1955年：鳥山明，日本漫画家（2024年逝世）
- 1955年：拉扎勒斯·查克維拉，馬拉威神學家、政治人物，現任馬拉威總統
- 1959年：鍾保羅，香港主持人（1989年逝世）
- 1963年：楊照，臺灣知名作家、文學評論家和政論家
- 1965年：郎祖筠，台灣藝人
- 1966年：卡根洛夫，保加利亞籍香港足球運動員
- 1966年：野村萬齋，日本狂言師
- 1970年：蘇炳憲，台灣演員
- 1971年：金水寧，南韓射箭運動員
- 1971年：克麗絲塔·艾倫，美國女演員
- 1972年：武本康弘，日本動畫監督（2019年逝世）
- 1972年：竹內順子，日本女性聲優、演員
- 1976年：蘇巧慧，臺灣律師、政治人物
- 1976年：斯特林·K·布朗，美國男演員
- 1980年：李在元，韓國男子偶像團體H.O.T.成員
- 1982年：海莉·艾特沃，英國女演員
- 1984年：沈卓盈，香港演員
- 1984年：莎芭·卡瑪，巴基斯坦演員
- 1984年：申敏兒，韓國女演員
- 1987年：，俄羅斯職業足球運動員
- 1988年：楊知元，韓國女子偶像團體UNI.T成員
- 1987年：柳田淳一，日本男性聲優
- 1989年：莉莉·詹姆斯，英國英格蘭女演員
- 1990年：三浦春馬，日本男演員 （2020年逝世）
- 1993年：瑪雅·迪拉多，美國女子游泳運動員
- 1997年：尼娜·甘迺迪，澳洲女子撐竿跳運動員
- 1999年：鄭秀彬，韓國男子偶像團體VICTON成員
- 2000年：木全翔也，日本男子偶像團體JO1成員
- 2001年：都築有夢路，日本女子衝浪運動員
- 2001年：李義雄，韓國男子偶像團體TEMPEST成員
- 2002年：伊桑·卡茨伯格，加拿大男子田徑運動員
- 2004年：渡邊溫斗，韓國男子偶像團體TREASURE成員
- 2004年：得能勇志，韓國男子偶像團體NCT成員

## 逝世
- 582年：尤提齊烏斯，君士坦丁堡普世牧首（512年出生）
- 1221年：飛鳥井雅經，日本平安時代後期至鎌倉時代初期公卿、歌人（1170年出生）
- 1748年：劉於義，清朝川陝總督、河道總督、尚書、協辦大學士。（1675年出生）
- 1751年：弗雷德里克一世，瑞典國王（1676年出生）
- 1900年：約瑟·伯特蘭，法國數學家、經濟學家、科學史學家（1822年出生）
- 1931年：嘎达梅林，蒙古族英雄（1892年出生）
- 1940年：宋哲元，中国将领（1885年出生）
- 1944年：埃·奧·卜勞恩，德國漫畫家（1903年出生）
- 1964年：道格拉斯·麥克阿瑟，美国五星上将（1880年出生）
- 1975年：蔣中正，中華民國總統、中國國民黨永久總裁（1887年出生）
- 1975年：約翰·A·伯恩斯，美國政治人物，第2任夏威夷州州長（1909年出生）
- 1976年：霍华德·休斯，美國商業大亨、投資者、飛行員、航空工程師、電影製片人、慈善家。（1905年出生）
- 1993年：迪芙亞·巴爾蒂，印度女演員（1974年出生）
- 1994年：科特·柯本，美国摇滚乐队涅槃乐队主唱兼吉他手（1967年出生）
- 1997年：鄧玉祥，中華民國教育家、中學校長（1920年出生）
- 2007年：托馬斯·哈維，美國病理學家（1912年出生）
- 2008年：查尔顿·赫斯顿，美國男演員（1924年出生）
- 2011年：安熱-費利克斯·帕塔塞，中非政治人物，第5任中非共和國總統（1937年出生）
- 2012年：宾古·瓦·穆塔里卡，马拉维总统（1934年出生）
- 2017年：黄易，香港玄幻武俠小說家（1952年出生）
- 2019年：西德尼·布倫納，南非生物學家（1927年出生）[2]
- 2021年：卡布德什·朱馬迪洛夫，哈薩克作家（1936年出生）
- 2022年：斯坦尼斯瓦夫·科瓦爾斯基，波蘭超級人瑞、運動員（1910年出生）
- 2022年：楊瑞輝，華裔紐西蘭經濟學家（1949年出生）
- 2025年：海基·哈蘇，芬蘭男子越野滑雪、北歐兩項運動員（1926年出生）

## 节假日和习俗
- 國際良心日
- 國際深盤披薩日[3]
- 中華民國：民族掃墓節(清明节)、先總統   蔣公逝世紀念日
- ：植木日
- 巴勒斯坦：兒童節